# 14741 Teamequinox
14741 Teamequinox este un asteroid din centura principală de asteroizi.

## Descriere
14741 Teamequinox este un asteroid din centura principală de asteroizi. A fost descoperit pe 9 martie 2000 la Socorro, New Mexico, în cadrul proiectului LINEAR. Asteroidul prezintă o orbită caracterizată de o semiaxă mare de 2,28 ua, o excentricitate de 0,20 și o înclinație de 7,2° în raport cu ecliptica.